# Ricardo Parada
Ricardo Alexis Parada Sáez (San Pedro de la Paz, Chile, 2 de enero de 1985) es un exfutbolista chileno. Jugaba en el puesto de delantero. Tuvo una destacada participación con la selección chilena en la Copa Mundial de Fútbol Sub-20 de 2005.

## Trayectoria
Ricardo Parada es proveniente de las divisiones inferiores de la Universidad de Concepción, donde fue goleador en cada una de ellas, pero antes de hacerlo debutar en la Primera División, deciden mandarlo a préstamo.
El 2003 llega a Ñublense de la Tercera División, donde logra un buen desempeño. En 2004 vuelve del préstamo a la Universidad de Concepción, jugando el primer semestre, pero no se logra quedar nunca con un puesto en la titularidad, por lo que nuevamente es enviado a Ñublense. Con el club chillanejo logra salir campeón del Torneo de Tercera División 2004, anotando un gol en el partido definitorio ante Curicó Unido.
Luego de aquello, regresa a la Universidad de Concepción, donde juega por tres temporadas a muy buen nivel, siendo lo más destacado la campaña del Clausura 2007, en la cual pierden la final contra Colo-Colo por un resultado global de 0-4 (primera vez que el club penquista llega a una final de Primera División).
Terminado aquel torneo, en 2008 firma por Lobos de la BUAP de México, haciendo una excelente campaña en el club, pero solo jugando el primer semestre. En el segundo semestre firma por Provincial Osorno, sin poder evitar el descenso de la categoría de honor a fin de campeonato.
La primera mitad del 2009 forma parte del plantel de Deportes Antofagasta, mientras que en la segunda lo hace en Curicó Unido de la Primera División, en donde aparece poco por una grave lesión que lo deja sin jugar prácticamente todo el torneo, sumado al descenso del equipo a la Primera B al final de temporada.
En 2012, luego de haber entrenado en el equipo del Sifup, fichó por Deportes Copiapó, escuadra de la naciente Segunda División Profesional de Chile. En este club logra una excelente campaña en el torneo de Segunda División Profesional de 2012, en el cual termina como goleador del campeonato con 17 anotaciones, y consigue el ascenso de Copiapó a la Primera B para la siguiente temporada.
El Pescadito estuvo en el elenco de la Región de Atacama hasta 2013, cuando se alejó del fútbol para trabajar en una empresa hidráulica. Estuvo retirado de la actividad profesional hasta mediados de 2015, cuando retorna al fútbol jugando por Naval de Talcahuano de la Segunda División Profesional. En el cuadro chorero permanece hasta 2016 poniendo fin a su carrera deportiva.

### Selección nacional
Ricardo Parada ha sido jugador internacional con la selección chilena sub-20. Jugó el Campeonato Sudamericano de Fútbol Sub-20 de 2005, en donde la selección chilena clasificó al Mundial de la categoría de 2005. En el torneo mundial, Parada estuvo presente en los cuatro partidos que disputó Chile y además anotó dos goles.

### Participaciones en Sudamericano Sub-20
| Sudamericano                                     | Sede     | Resultado      |
| ------------------------------------------------ | -------- | -------------- |
| Campeonato Sudamericano de Fútbol Sub-20 de 2005 | Colombia | 4º Clasificado |

### Participaciones en Copas del Mundo Sub-20
| Mundial                               | Sede         | Resultado        |
| ------------------------------------- | ------------ | ---------------- |
| Copa Mundial de Fútbol Sub-20 de 2005 | Países Bajos | Octavos de final |

### Partidos y goles con la selección nacional
| Fecha      | Lugar      | Local        | Resultado | Visitante | Competición                                | Goles     |
| ---------- | ---------- | ------------ | --------- | --------- | ------------------------------------------ | --------- |
| 16-01-2005 | Pereira    | Chile        | 0-0       | Uruguay   | Campeonato Sudamericano Sub-20 de 2005 (*) | -         |
| 18-01-2005 | Armenia    | Chile        | 3-2       | Paraguay  | Campeonato Sudamericano Sub-20 de 2005 (*) | -         |
| 27-01-2005 | Manizales  | Chile        | 1-1       | Argentina | Campeonato Sudamericano Sub-20 de 2005 (*) | -         |
| 05-02-2005 | Armenia    | Chile        | 2-2       | Uruguay   | Campeonato Sudamericano Sub-20 de 2005 (*) | -         |
| 11-06-2005 | Doetinchem | Chile        | 7-0       | Honduras  | Copa Mundial Sub-20 de 2005 (**)           | Gol · Gol |
| 14-06-2005 | Doetinchem | Chile        | 0-7       | España    | Copa Mundial Sub-20 de 2005 (**)           | -         |
| 17-06-2005 | Utrecht    | Chile        | 0-1       | Marruecos | Copa Mundial Sub-20 de 2005 (**)           | -         |
| 22-06-2005 | Doetinchem | Países Bajos | 3-0       | Chile     | Copa Mundial Sub-20 de 2005 (**)           | -         |
| Total      |            | Presencias   | 8         |           | Goles                                      | 2         |

- (*) Nadie es local en el sudamericano excepto el organizador Colombia.
- (**) Nadie es local en el mundial excepto el organizador Países Bajos.

## Clubes
| Club                      | País   | Año       |
| ------------------------- | ------ | --------- |
| Ñublense                  | Chile  | 2003      |
| Universidad de Concepción | Chile  | 2004      |
| Ñublense                  | Chile  | 2004      |
| Universidad de Concepción | Chile  | 2005-2007 |
| Lobos de la BUAP          | México | 2008      |
| Provincial Osorno         | Chile  | 2008      |
| Deportes Antofagasta      | Chile  | 2009      |
| Curicó Unido              | Chile  | 2009      |
| Deportes Puerto Montt     | Chile  | 2010-2011 |
| Deportes Copiapó          | Chile  | 2012-2013 |
| Naval de Talcahuano       | Chile  | 2015-2016 |

## Palmarés

### Campeonatos nacionales
| Título                    | Equipo           | País  | Año  |
| ------------------------- | ---------------- | ----- | ---- |
| Tercera División de Chile | Ñublense         | Chile | 2004 |
| Segunda División          | Deportes Copiapó | Chile | 2012 |

### Distinciones individuales
| Distinción                                     | Año  |
| ---------------------------------------------- | ---- |
| Máximo goleador de la Segunda División Chilena | 2012 |